# الموت في البندقية (فلم)
الموت في البندقية (بالإيطالية: Morte a Venezia) هو فيلم دراما تم إنتاجه في فرنسا وإيطاليا وصدر في سنة 1971. الفيلم من إخراج لوتشينو فيسكونتي. وبطولة ديرك بوجاردي، بيورن اندرسون. يُمثل الفيلم رواية الموت في فينيسا التي نُشرت سنة 1912 من تأليف توماس مان.

## الميزانية والإيرادات
بلغت تكلفة إنتاج الفيلم حوالي مليوني دولار.

## وصلات خارجية
- مقالات تستعمل روابط فنية بلا صلة مع ويكي بيانات